# Еберсберг (район)
Еберсберг (нім. Ebersberg) — район у Німеччині, у складі округу Верхня Баварія федеральної землі Баварія. Адміністративний центр — місто Еберсберг.

## Населення
Населення району становить 144 091 осіб (станом на 31 грудня 2020).

## Адміністративний поділ
Район складається з 2 міст (нім. Städte), 4 торговельних громад (нім. Märkte) та 16 громад (нім. Gemeinden):
| Міста 1. Графінг-бай-Мюнхен (13805) 2. Еберсберг (12213) Торговельні громади 1. Глонн (5237) 2. Кірхзеон (10659) 3. Маркт-Швабен (13820) Громади 1. Анцинг (4395) 2. Аслінг (4554) 3. Баєрн (1508) 4. Брук (1315) 5. Гоенлінден (3251) 6. Егматінг (2358) 7. Еммерінг (1486) 8. Мозах (1507) 9. Оберпфраммерн (2440) 10. Плінінг (5740) 11. Пойнг (16096) 12. Фатерштеттен (24789) 13. Форстіннінг (3911) 14. Фрауеннойгартінг (1579) 15. Цорнедінг (9356) 16. Штайнгерінг (4072) Об'єднання громад 1. Аслінг (громади Аслінг, Еммерінг та Фрауеннойгартінг) 2. Глонн (торговельна громада Глонн, громади Баєрн, Брук, Егматінг, Мозах та Оберпфраммерн) |

Дані про населення наведені станом на 31 грудня 2020.